# Giovanni Paolo Torti Rogadei
Giovanni Paolo Torti Rogadei (Ospedaletto d'Alpinolo, 22 aprile 1668 – Avellino, 19 agosto 1742) è stato un abate e vescovo cattolico italiano.

## Biografia
Figlio del dottor Marcantonio e di Isabella Pepere, nel 1684 entrò nella Congregazione degli eremiti di Montevergine dell'Ordine di San Benedetto. Compì gli studi sotto insigni maestri acquisendo una vasta e solida cultura.

### Ministero presbiterale
Ordinato sacerdote nel 1692 per l'Ordine di San Benedetto, fu lettore dell'Ordine e tenne la cattedra di filosofia e teologia in vari monasteri della Congregazione. Nel 1702 fu nominato abate del celebre monastero di San Guglielmo al Goleto. Per il suo zelo, nel 1704 divenne definitore e visitatore della Congregazione. Dal 1710 al 1712 fu abate del monastero di Capua e consultore del Sant'Uffizio per la locale arcidiocesi. Dal 1713 al 1715 fu procuratore generale dell'Ordine in Roma ove esercitò anche l'ufficio di teologo di Benedetto XIII. Nel 1716 tornò quale abate a Capua.

### Ministero episcopale

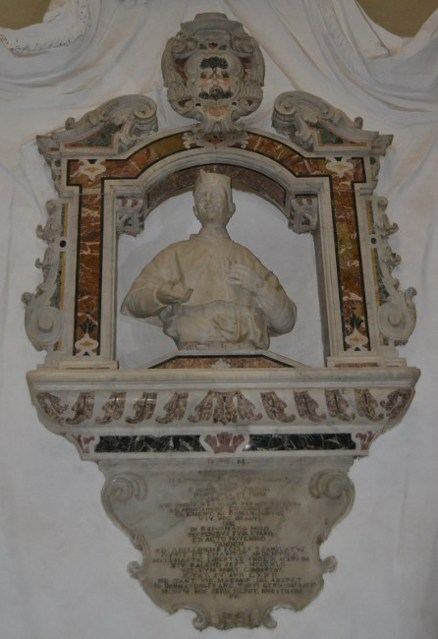
Monumento funebre presso il santuario di Montevergine

#### Vescovo di Andria
L'11 maggio 1718 quando papa Clemente XI lo designò quale vescovo di Andria e venne ordinato vescovo il 29 maggio successivo dal cardinale Sebastiano Antonio Tanara, prefetto della Congregazione dell'immunità ecclesiastica, co-consacranti gli arcivescovi Alessandro Bonaventura e Giovanni Crisostomo Battelli. Ad Andria si impegnò per il restauro della cattedrale e nell'aiuto ai poveri.

#### Vescovo di Avellino e Frigento
Nel 1726, su sua richiesta, venne nominato vescovo di Avellino e Frigento. Sull'esempio di papa Benedetto XIII, si distinse per l'impegno pastorale nel riformare i costumi del popolo, nel riordino dell'amministrazione e nella ristrutturazione di molte chiese tra cui le cattedrali di Avellino e Frigento. Nel 1734 riedificò il seminario diocesano rovinato a causa del terremoto.
Benedetto XIII lo nominò prelato domestico e assistente al Soglio Pontificio. Morì nel 1742, a 74 anni, e le sue ceneri furono tumulate nel Santuario di Montevergine ove è posto il suo monumento funebre.

## Genealogia episcopale
La genealogia episcopale è:
- Cardinale Juan Pardo de Tavera
- Cardinale Antoine Perrenot de Granvelle
- Vescovo Frans van de Velde
- Arcivescovo Louis de Berlaymont
- Vescovo Maximilien Morillon
- Vescovo Pierre Simons
- Arcivescovo Matthias Hovius
- Arcivescovo Jacobus Boonen
- Arcivescovo Gaspard van den Bosch
- Vescovo Marius Ambrosius Capello, O.P.
- Arcivescovo Alphonse de Berghes
- Cardinale Sebastiano Antonio Tanara
- Vescovo Giovanni Paolo Torti Rogadei, O.S.B.